# Anthela xanthocera
Anthela xanthocera là một loài bướm đêm thuộc họ Anthelidae. Loài này có ở Úc.